# Гай Эмилий Мамерцин
Гай Эмилий Мамерцин (лат. Gaius Aemilius Mamercinus; V—IV века до н. э.) — римский политический деятель из патрицианского рода Эмилиев, военный трибун с консульской властью 394 и 391 годов до н. э.
Во время первого трибуната Гай Эмилий воевал с эквами. Сначала он разбил их совместно с коллегой Спурием Постумием Альбином Регилленом, но потом, когда армия Эмилия получила известия о том, что Постумий разбит, она в панике бежала в Тускул, отказавшись подчиняться своему командиру.
В 391 году до н. э. Гай Эмилий и его коллега Луций Лукреций Триципитин Флав воевали с вольсинийцами. Восьмитысячная армия противника сдалась им без боя, и после этого Вольсинии были вынуждены просить мира.